# 신젠타
신젠타 그룹(Syngenta Group)는 종자, 작물보호제,작물활성제 등을 판매하는 매우 거대한 농업기업이다. 생물 공학과 유전자 연구에도 관련되어있다. 이 회사는 농작물 보호 기술에 세계 1위 선두기업이고, 상업적 종자판매 시장에서 세 번째로 큰 매출을 올리고 있다. 2021년 기준 매출은 대략 282억 US달러에 이르며 90개국에 걸쳐 45,000명 이상을 고용하고있다. 스위스와 뉴욕 증시에 상장되어 있다.

## 역사
스위스의 바젤에 기반을 둔 신젠타 사는 2000년 11월 13일 노바티스(Novatis)의 작물보호와 종묘사업부 아스트라제네카(Astra Zeneca)의 농약사업부가 각 회사에서 분리되어 합병으로 출범하였음.

### 신젠타 코리아
대한민국에는 1997년 노바티스가 서울종묘를 인수하면서 처음 진출하였다.
- 1970년대 : 동양화학공업(현 OCI)이 한전농약, 신상록화학, 중앙농약 등 3개 농약회사를 인수, 농약사업에 진출[1][2]
- 1997년 10월 : 노바티스가 서울종묘를 3,200만 달러에 인수[3]
- 1998년 8월 : 동양화학공업은 농약사업부를 노바티스에 매각, 서울종묘와 통합하여 노바티스 아그로 코리아 출범[4]
- 2000년 11월 : 노바티스 작물보호 및 종묘 부문이 신젠타로 분리됨에 따라 노바티스 아그로 코리아가 신젠타 코리아로 출범함

## 제품

### 농약
- 제초제
- 살균제
- 살충제
- 잔디/화훼 전용약제

### 종묘
- 일반 작물
- 채소류
- 화훼